# Relaciones España-San Vicente y las Granadinas
Las relaciones España-San Vicente y las Granadinas son los vínculos bilaterales entre estos dos países. San Vicente y las Granadinas no tiene Embajada residente en España, pero su embajada en el Reino Unido está acreditada para este país. España tampoco tiene embajada residente en las islas, pero España cuenta con un consulado honorario en Kingstown, además la embajada española en Puerto España, Trinidad y Tobago, está acreditada para San Vicente y las Granadinas.

## Relaciones históricas

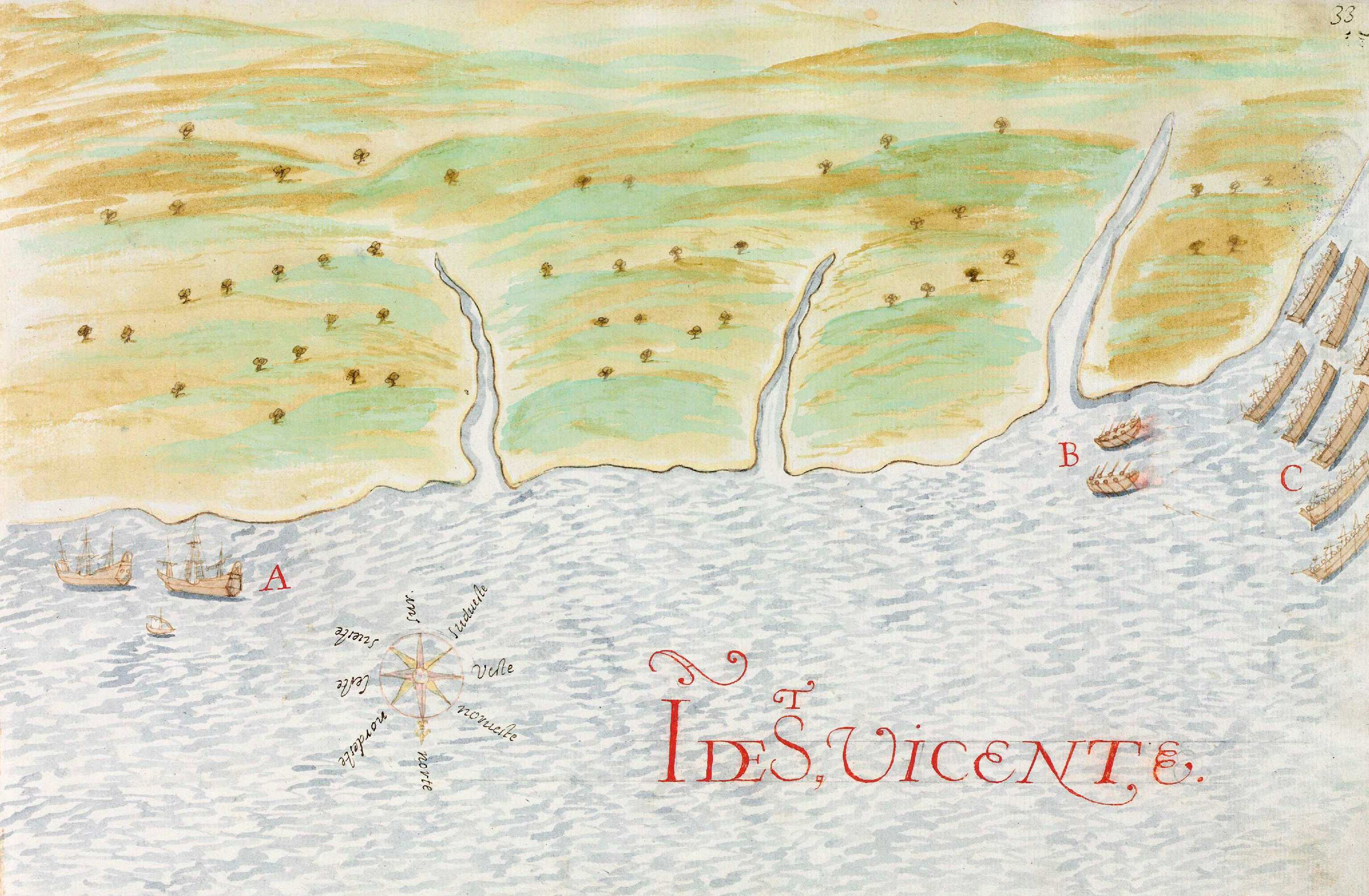
Piraguas caribes (C) atacan por sorpresa dos barcos comerciales españoles (B) enviados por Nicolás de Cardona, 1614.

Cristóbal Colón y los descubridores españoles en gran parte ignoraron San Vicente y las islas Granadinas más pequeñas cercanas, se concentraron en cambio en la búsqueda de oro y plata en América Central y del Sur. Lo hicieron embarcarse en expediciones esclavistas en los alrededores de San Vicente tras la sanción real en 1511, conduciendo a los habitantes caribes al interior escarpado, pero los españoles no hicieron ningún intento de atacar la isla.

## Relaciones diplomáticas
España mantiene relaciones con San Vicente y las Granadinas desde 1986. Actualmente, éstas se canalizan a través de su Embajada en Puerto España, Trinidad y Tobago.

## Tratados
El 22 de septiembre de 2014, el ministro de Asuntos Exteriores y de Cooperación, José Manuel García-Margallo, firmó con el ministro de Asuntos Exteriores y Comercio Exterior, Camillo Gonsalves, un Memorándum de Entendimiento para la colaboración entre ambos países y el fortalecimiento de las relaciones bilaterales.
En marzo de 2014 se propuso a las autoridades de San Vicente y las Granadinas la firma de un Acuerdo de supresión de visados Schengen para pasaportes
diplomáticos, que sería válido en territorio español, y únicamente hasta la entrada en vigor de la exención general de visados Schengen para todos los
ciudadanos de San Vicente y las Granadinas.